# 小行星10656
小行星10656（10656 Albrecht）是一颗绕太阳运转的小行星，为主小行星带小行星。该小行星于1971年3月25日发现。

## 轨道参数
小行星10656的轨道半长轴为3.1725822 UA，离心率为0.088。